# Jakov Izrailevič Zak
Jakov Izrailevič Zak (in russo Яков Израилевич Зак?; in ucraino Яків Ізраїлович Зак?, Jakiv Izraïlovyč Zak; Odessa, 7 novembre 1913 – Mosca, 28 giugno 1976) è stato un pianista e docente sovietico di estrazione ebraica.

## Biografia
Nato a Odessa, Zak studiò pianoforte al Conservatorio di Odessa con Maria Starkhova, prese lezioni di armonia speciale con Mykola Vilinsky e successivamente studiò con Genrich Nejgauz a Mosca, laureandosi nel 1935. Dopo aver debuttato nel 1935, salì alla ribalta quando vinse il Primo Premio e il Premio Mazurka al Concorso pianistico internazionale Fryderyk Chopin nel 1937. Dal 1935 Zak ha insegnato al Conservatorio di Mosca, diventando professore nel 1947 e ottenendo una cattedra nel 1965.

## Onorificenze
Nel 1966 Jakov Zak fu nominato Artista del popolo dell'Unione Sovietica.

## Ex allievi
Tra i suoi ex allievi figurano Irina Zaritskaya, Nikolai Petrov, Evgeny Mogilevsky, Svetlana Navasardyan, Lubov Timofeyeva,  Valery Afanassiev, Ludmila Knezkova-Hussey, Vladimir Bakk e Youri Egorov.